# Imposex

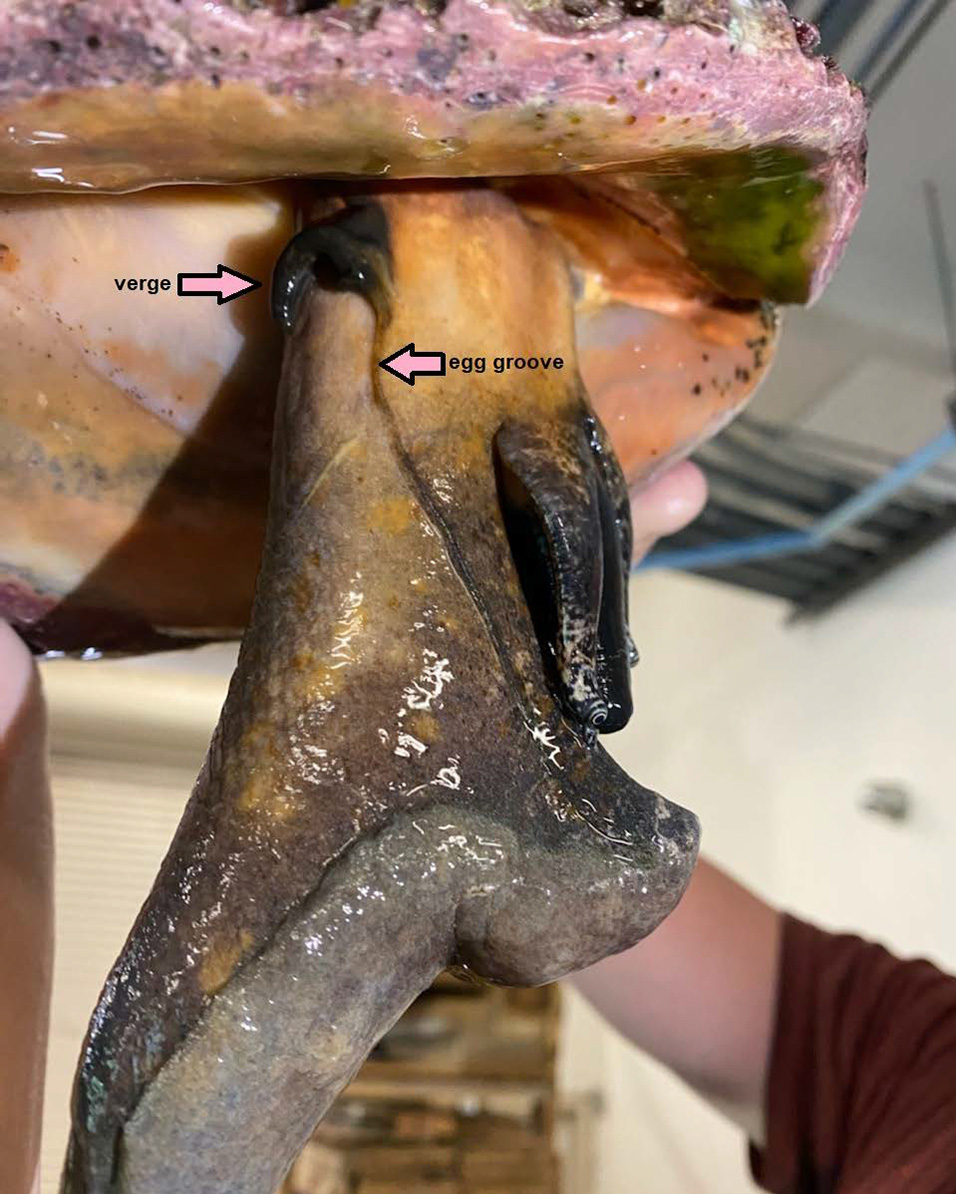
Esta fêmea de Aliger gigas desenvolveu um órgão sexual masculino (verge) devido à exposição prévia a compostos organoestânicos.

Imposex é um distúrbio que afeta moluscos aquáticos, como caramujos, causado pelos efeitos tóxicos de certos poluentes, especialmente compostos organoestânicos. Trata-se de uma forma de pseudo-hermafroditismo, na qual indivíduos geneticamente fêmeas desenvolvem características sexuais masculinas, como um pênis não-funcional e/ou ducto deferente, o que frequentemente leva à esterilidade. Diferentemente do intersexo, o imposex não envolve ambiguidade gonadal, mas sim a sobreposição de genitália masculina sobre um sistema reprodutivo feminino funcional.

## Histórico
Na década de 1950, descobriu-se que compostos organoestânicos eram altamente eficazes na prevenção do acúmulo de organismos marinhos nos cascos de embarcações, o que levou ao uso generalizado desses compostos em tintas anti-incrustantes a partir da década de 1960. O uso dessas tintas se expandiu rapidamente ao longo daquela década. Por volta do final dos anos 1960, pesquisadores observaram pela primeira vez o fenômeno do imposex no molusco Nucella lapillus. No entanto, foi apenas em 1981 que esse fenômeno foi diretamente associado à exposição a compostos organoestânicos. A partir dessa descoberta, aumentou a pressão para eliminar o tributilestanho (TBT) e compostos similares dos produtos anti-incrustantes devido aos seus efeitos ambientais nocivos.
Ainda que a maior parte dos estudos sobre imposex tenha se concentrado historicamente em organismos e ambientes marinhos, a poluição por compostos organoestânicos e o imposex em si não estão restritos a esses ambientes. Estudos revelaram que o imposex afeta espécies estuarinas, como o caramujo Heleobia australis, bem como espécies dulcícolas, como aquelas do gênero Pomacea e Marisa cornuarietis.

## Efeitos biológicos
O imposex em gastrópodes marinhos é desencadeado por compostos organoestânicos que interferem na regulação hormonal do desenvolvimento sexual. Embora essa relação esteja bem estabelecida, os cientistas ainda não chegaram a um consenso sobre os mecanismos biológicos exatos envolvidos. Diversas teorias concorrentes sugerem que os organoestânicos perturbam diferentes vias de sinalização hormonal, incluindo sistemas neuroendócrinos, semelhantes aos esteroides ou relacionados aos retinoides (derivados da vitamina A). Também é possível que múltiplas vias contribuam para essa condição, embora isso ainda não tenha sido confirmado de forma definitiva.
Apesar das incertezas quanto aos mecanismos específicos, um estudo de 2006 identificou o imposex como um dos poucos biomarcadores realmente confiáveis para avaliar riscos ecológicos e monitorar a saúde ambiental. Isso se deve à sua alta sensibilidade, à especificidade para a exposição a organoestânicos e ao fato de que seus efeitos biológicos são relativamente bem compreendidos. Além disso, o imposex não é facilmente influenciado por variáveis ambientais que poderiam confundir os resultados, e a condição observada em indivíduos pode ser diretamente associada a impactos mais amplos nas dinâmicas populacionais e comunitárias.

### Substâncias indutoras

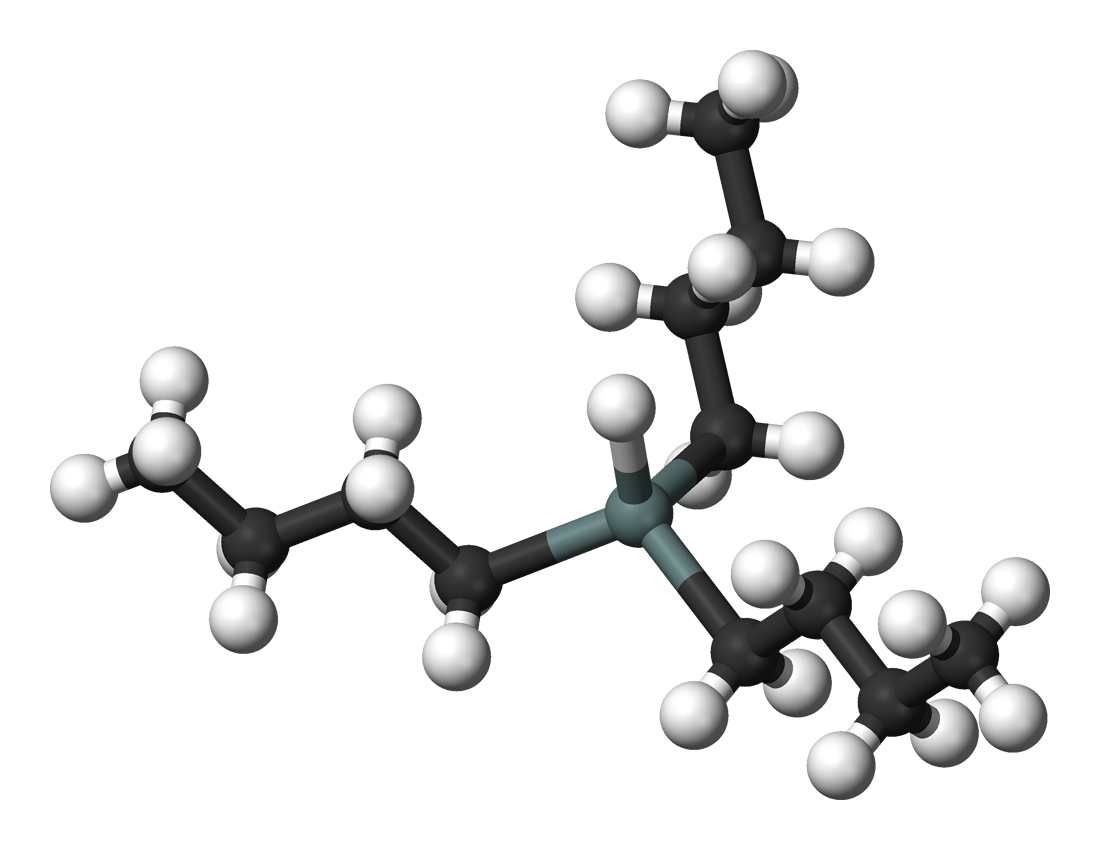
Modelo tridimensional da molécula de hidreto de tributil estanho (TBT)

Inicialmente, acreditava-se que o tributilestanho (TBT), que pode ser ativo em concentrações extremamente baixas, fosse o único indutor do imposex. No entanto, estudos mais recentes identificaram outras substâncias capazes de induzir o fenômeno, como o trifenilestanho (TPT) e até mesmo o etanol.
Acredita-se que o TBT induza o imposex principalmente por meio da ativação inadequada da via do Receptor de retinóide X (RXR). O RXR normalmente desempenha um papel no desenvolvimento reprodutivo e na sinalização endócrina dos gastrópodes. O TBT atua como um ligante de alta afinidade para o RXR, imitando ligantes endógenos, como o ácido 9-cis-retinoico, o que leva à masculinização de caramujos fêmeas.
Além de seu uso em tintas anti-incrustantes, o TBT é amplamente empregado em produtos como fungicidas, preservativos de madeira, estabilizantes de PVC e catalisadores, criando fontes adicionais de poluição. O TBT e seus principais produtos de degradação, dibutilestanho e monobutilestanho, são comumente encontrados em águas e sedimentos marinhos em todo o mundo, mas também aparecem nas águas superficiais e sedimentos de rios e lagos, especialmente perto de áreas com intenso tráfego de embarcações. Na água, o TBT pode se decompor por meio de processos químicos e da luz solar, com uma meia-vida variando de 6 a 126 dias. Sua degradação biológica em água doce e água do mar geralmente leva entre 6 dias e várias semanas. Nos sedimentos, especialmente aqueles sem oxigênio, ele se degrada muito mais lentamente, às vezes levando meses ou até 20 anos. Enquanto os efeitos nocivos do TBT nos ecossistemas marinhos são bem conhecidos, muito menos pesquisas têm se concentrado em seus impactos em sistemas de água doce.

## Espécies afetadas
No final da década de 1970, o imposex havia sido reconhecido em pelo menos 34 espécies de gastrópodes. Esse número aumentou para pelo menos 100 espécies uma década depois e, em 1994, havia sido verificado em fêmeas de pelo menos 195 espécies em todo o mundo. Nos 15 anos seguintes, os registros continuaram a aumentar, totalizando 260 espécies de ambientes marinhos e de água doce.
- Adelomelon ancilla[20]
- Aliger gigas[1]
- Babylonia areolata[21]
- Buccinastrum deforme[22]
- Dicathais orbita[23]
- Haustrum scobina[24]
- Littoraria angulifera[25]
- Melongena melongena[26]
- Monodonta labio[27]
- Nerita exuvia[27]
- Nucella lapillus[28]
- Olivancillaria vesica[29]
- Plicopurpura patula[26]
- Stramonita brasiliensis, o saquaritá[30]
- Stramonita rustica[26]
- Strombus pugilis[26]
- Rapana venosa[31]
- Reishia clavigera[18]
- Reishia luteostoma[18]
- Tylothais aculeata[27]
- Triplofusus giganteus[32]
- Tritia reticulata[33]
- Trophon geversianus'[22]
- Vasula deltoidea[26]
- Voluta ebraea, o atapu[34]

## Regulamentações ambientais
Grandes organizações internacionais, incluindo a Comissão Oslo-Paris, a Comissão Europeia e a Organização Marítima Internacional, desempenharam papéis cruciais nos esforços globais para restringir o uso de TBT. As primeiras proibições nacionais de tintas à base de TBT para embarcações de lazer e barcos com menos de 25 metros de comprimento foram implementadas no final da década de 1980 e início dos anos 1990. A Noruega adotou essa restrição em 1990 e a expandiu para embarcações maiores, com mais de 25 metros, em 2003. Uma proibição mundial do uso de TBT em todas as tintas anti-incrustantes entrou oficialmente em vigor em janeiro de 2008. Atualmente, o TBT é classificado como uma substância prioritária e perigosa tanto pela Diretiva-Quadro da Água quanto pela Diretiva-Quadro da Estratégia Marinha da União Europeia.
No início dos anos 1990, vários países costeiros, incluindo a Noruega, começaram a monitorar os níveis de TBT e a ocorrência de imposex em suas águas costeiras. Pouco tempo depois da implementação das primeiras proibições das tintas com TBT, as populações de moluscos em algumas das áreas mais impactadas começaram a mostrar sinais de recuperação. Ainda assim, embora haja uma recuperação parcial das populações de gastrópodes e uma redução na prevalência do imposex, casos persistentes, como nos moluscos Triplofusus giganteus, Strombus pugilis e Melongena melongena, indicam que o TBT pode ainda estar presente em sedimentos ou continuar afetando espécies de grande porte e vida longa.  Alternativamente, isso pode indicar que o composto ainda seja amplamente utilizado de forma clandestina.